# Серхіо Ескудеро
Серхіо Ескудеро (ісп. Sergio Escudero Palomo, нар. 2 вересня 1989, Вальядолід) — іспанський футболіст, захисник.

## Ігрова кар'єра
Народився 2 вересня 1989 року в місті Вальядолід. Вихованець юнацьких команд футбольних клубів «Бетіс Вальядолід» та «Реал Мурсія».
У дорослому футболі дебютував 2008 року виступами за другу команду «Мурсії», в якій провів один сезон, взявши участь у 24 матчах чемпіонату, після чого був переведений до головної команди, за яку також провів один сезон.
У дорослому футболі дебютував 2009 року виступами за команду «Реал Мурсія», в якій провів один сезон, взявши участь у 26 матчах чемпіонату. Більшість часу, проведеного у складі «Реал Мурсія», був основним гравцем захисту команди.
Влітку 2010 року перейшов за 2,5 млн. євро до німецького «Шальке 04», проте в команді закріпитись так і не зумів, зігравши за два з половиною сезони лише 12 матчів у Бундеслізі.
25 січня 2013 року Ескудеро був відправлений в оренду в «Хетафе» до кінця сезону 2012/13, яке по завершенні оренди, 11 липня 2013 року, викупило контракт за 500 тисяч євро.. Більшість часу, проведеного у складі «Хетафе», був основним гравцем захисту команди.
3 липня 2015 року Ескудеро підписав чотирирічний контракт з «Севільєю». Відтоді встиг відіграти за клуб з Севільї 6 матчів в національному чемпіонаті.

## Статистика виступів

### Статистика клубних виступів
| Сезон                   | Команда                 | Чемпіонат               | Чемпіонат | Чемпіонат | Національний кубок | Національний кубок | Національний кубок | Континентальні кубки | Континентальні кубки | Континентальні кубки | Інші змагання | Інші змагання | Інші змагання | Усього | Усього |
| Сезон                   | Команда                 | Ліга                    | Ігор      | Голів     | Ліга               | Ігор               | Голів              | Ліга                 | Ігор                 | Голів                | Ліга          | Ігор          | Голів         | Ігор   | Голів  |
| ----------------------- | ----------------------- | ----------------------- | --------- | --------- | ------------------ | ------------------ | ------------------ | -------------------- | -------------------- | -------------------- | ------------- | ------------- | ------------- | ------ | ------ |
| 2008–09                 | «Реал Мурсія»           | СД (ІІ)                 | 1         | 0         | КІ                 | 0                  | 0                  | -                    | -                    | -                    | -             | -             | -             | 1      | 0      |
| 2009–10                 | «Реал Мурсія»           | СД (ІІ)                 | 25        | 1         | КІ                 | 3                  | 0                  | -                    | -                    | -                    | -             | -             | -             | 28     | 1      |
| Усього за «Реал Мурсію» | Усього за «Реал Мурсію» | Усього за «Реал Мурсію» | 26        | 1         |                    | 3                  | 0                  |                      |                      |                      |               | -             | -             | 29     | 1      |
| 2010–11                 | «Шальке 04»             | БЛ                      | 6         | 0         | КН                 | 2                  | 0                  | ЛЧ                   | 4                    | 0                    | СН            | 1             | 0             | 13     | 0      |
| 2011–12                 | «Шальке 04»             | БЛ                      | 6         | 0         | КН                 | 0                  | 0                  | ЛЄ                   | 3                    | 0                    | СН            | 0             | 0             | 9      | 0      |
| 2012–13                 | «Шальке 04»             | БЛ                      | 0         | 0         | КН                 | 0                  | 0                  | ЛЧ                   | 0                    | 0                    | -             | -             | -             | 0      | 0      |
| Усього за «Шальке 04»   | Усього за «Шальке 04»   | Усього за «Шальке 04»   | 12        | 0         |                    | 2                  | 0                  |                      | 7                    | 0                    |               | 1             | 0             | 22     | 0      |
| 2012–13                 | «Хетафе»                | ПД                      | 9         | 1         | КІ                 | -                  | -                  | -                    | -                    | -                    | -             | -             | -             | 9      | 1      |
| 2013–14                 | «Хетафе»                | ПД                      | 19        | 2         | КІ                 | 1                  | 0                  | -                    | -                    | -                    | -             | -             | -             | 20     | 2      |
| 2014–15                 | «Хетафе»                | ПД                      | 30        | 2         | КІ                 | 4                  | 0                  | -                    | -                    | -                    | -             | -             | -             | 34     | 2      |
| Усього за «Хетафе»      | Усього за «Хетафе»      | Усього за «Хетафе»      | 59        | 5         |                    | 5                  | 0                  |                      |                      |                      |               | -             | -             | 64     | 5      |
| 2015–16                 | «Севілья»               | ПД                      | 6         | 1         | КІ                 | 5                  | 0                  | ЛЧ                   | 0                    | 0                    | -             | -             | -             | 11     | 1      |
| Усього за кар'єру       | Усього за кар'єру       | Усього за кар'єру       | 103       | 7         |                    | 15                 | 0                  |                      | 7                    | 0                    |               | 1             | 0             | 126    | 7      |

## Титули і досягнення
- Володар Кубка Німеччини (1):

«Шальке 04»: 2010-11
- Володар Суперкубка Німеччини (1):

«Шальке 04»: 2011
- Володар Ліги Європи (2):

«Севілья»: 2016, 2020